# François Proth
François Proth (22 maart 1852 – 21 januari 1879) was een Franse amateurwiskundige die van beroep boer was in Vaux-devant-Damloup bij Verdun. Proth formuleerde vier stellingen over priemgetallen. De bekendste hiervan, de Stelling van Proth, kan worden gebruikt om te toetsen of een prothgetal een priemgetal is. De getallen die deze toets doorstaan, worden prothpriemgetallen genoemd en vormen een belangrijk hulpmiddel bij de computationele zoektocht naar grote priemgetallen. Proth formuleerde ook het vermoeden van Gilbreath over opeenvolgende verschillen van priemgetallen, 80 jaar voorafgaand aan Gilbreath, maar zijn bewijs bleek onjuist te zijn. Het is niet bekend waaraan Proth gestorven is.

## Publicaties
- Énoncés de divers théorèmes sur les nombres, Comptes Rendus des Séances de l'Académie des Sciences, Paris, Band 83, 1876, 1288–1286.
- Sur quelques identités, Nouvelle Correspondance Mathématique de M. E. Catalan, Brüssel, Band 4, 1878, 377–378.
- Sur la série des nombres premiers, Nouv. Corresp. Math., Band 4, 1878, 236–240 (Vermoeden van Gilbreath)
- Théorème relatif à la théorie des nombres, Comptes Rendus des Séances de l'Académie des Sciences, Paris, Band 87, 1878, S. 374 (Pépin-Test, alleen een korte aankondiging), Wikisource
- Théorèmes sur les nombres premiers, Comptes Rendus des Séances de l'Académie des Sciences, Paris, Band 87, 1878, S. 926 (Stelling van Proth, aankondiging), wikisource